# Sixten Larsson (ämbetsman)
Sixten Larsson, född 5 augusti 1905 i Dorotea, död 15 september 1995 i Färentuna, var en svensk ämbetsman.

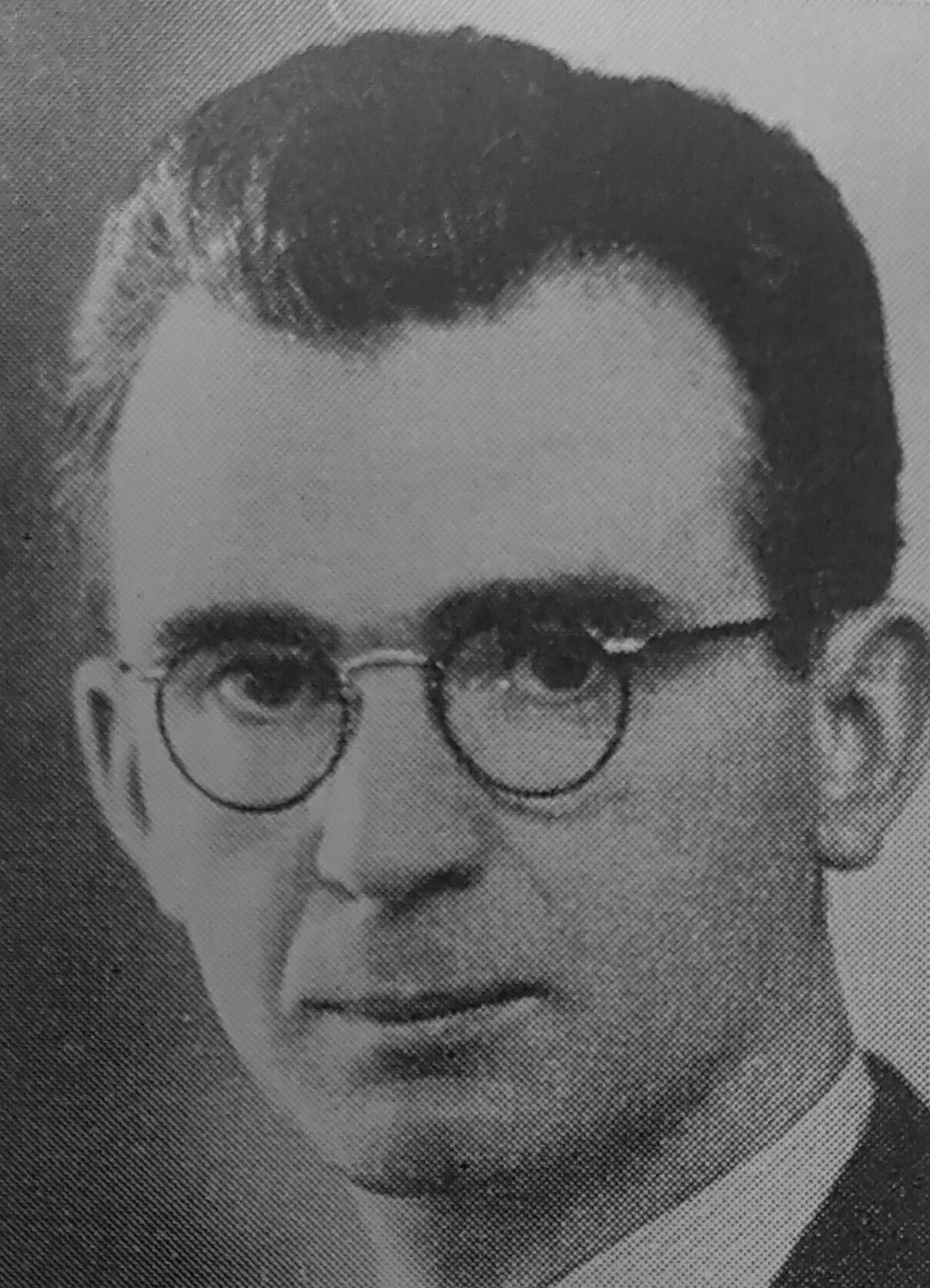
Sixten Larsson

Sixten Larsson avlade studentexamen i Lund 1925 och blev diplomerad från socialinstitut 1931. Han var ordförande för kommunalnämnden i Dorotea landskommun 1932–1933, kommunalkamrer i Ströms landskommun 1933–1934 och i Stora Kopparbergs landskommun 1934–1940, kansliföreståndare vid kristidsstyrelsen i Kopparbergs län 1940–1941, anställd vid Livsmedelskommissionen 1941–1942 och förbundsdirektör för Svenska landskommunernas förbund 1942–1957. Larsson var generaldirektör och chef för Byggnadsstyrelsen 1958–1971. Han kom 1943 in i styrelsen för Socialhögskolan i Stockholm och blev 1953 dess ordförande.
Vidare förordnades han 1954 till ordförande i 1951 års byggnadsutredning. Han var också ledamot av 1946 års kommunallagskommitté, decentraliseringsutredningen, allmänna statsbidragsutredningen, 1952 års åldringsvårdsutredning, 1953 års kommunalförbundskommitté, 1958 års byggnadsforskningsutredning, Skeppsholmsutredningen med flera.